# Gottfried Wilhelm Osann
Gottfried Wilhelm Osann (26 d'octubre de 1796, Weimar - 10 d'agost de 1866, Würzburg) fou un químic i físic alemany. És conegut pel seu treball en la química dels metalls del grup del platí.

## Biografia
Osann estudià ciències naturals i, després de graduar-se, treballà a la Universitat d'Erlangen el 1819 i a la Universitat de Jena entre 1821 i 1823. Ensenyà química i medicina a la Universitat de Tartu a Estònia des de 1823 fins a 1828, i des de 1828 a la Universitat de Würzburg.

## Obra
En col·laboració amb Jöns Jakob Berzelius estigué prop de descobrir el ruteni el 1828. Estudiant minerals que contenien platí dels Urals cregué haver descobert tres nous elements que anomenà pluranium, ruteni i polinium, però les quantitats aïllades foren massa petites per confirmar-ho. El 1844 el químic rus Karl Klaus identificà el ruteni.